# Pedicia arctica
Pedicia (Pedicia) arctica là một loài ruồi trong họ Pediciidae. Chúng phân bố ở vùng sinh thái Palearctic.